# 布谢湖
布谢湖（俄語：Озеро Буссе）或远渊湖（日语：／）是萨哈林岛南部的湖，属萨哈林州科尔萨科夫区管辖，长9公里，宽7公里，水域面积39.4平方公里，最深处4.5米，岸长27公里，集水面积478平方公里。有170米宽的出口与海相连，并有从大瓦瓦伊斯科耶湖流入的一条2.5公里长、约30米宽的蜿蜒水道。日语名称来源于阿伊努语，意为“湖口”；俄语名称来源于第一个探索萨哈林岛的俄国人根纳季·伊万诺维奇·涅韦尔斯科伊所率探险队中的尼古拉·布谢。
湖中總共生活有約263種動物，其中58種端足类動物、44種多毛纲蠕蟲、27種腹足纲動物、18種十足目小龍蝦和17種双壳纲軟體動物，棲息著海參、牡蠣、扇貝、峨螺、海星、海膽、海參、貽貝、北海海老、鮭魚、鲱魚、Osmerus和细身宽突鳕；水生植物群落有31種植物。湖岸覆蓋著雲杉冷杉林、赤蝦夷松、喇叭茶亚属、落葉松、橡樹、楓樹、桦树、柳樹、偃松、草地和草甸；哺乳動物有貉、狐、黄鼠狼、美洲水貂、野兔、雪兔、花栗鼠、鼩鼱、鼠、黑鼠、蝙蝠、小头海豹、海豹和棕熊。